# Święty dym
Święty dym (tytuł oryginalny Holy Smoke!) – australijski film fabularny wyprodukowany w 1999 roku, wyreżyserowany przez Jane Campion, w rolach głównych występują Kate Winslet i Harvey Keitel.
Muzykę do filmu skomponował Angelo Badalamenti.

## Fabuła
Podczas podróży do Indii, młoda dziewczyna, Ruth Barron (Kate Winslet), przeżywa duchowe przebudzenie i przyjmuje nauki guru o imieniu Baba. Jej rodzice, mieszkający na przedmieściach aglomeracji Sydney, w Sans Souci, nie chcą pogodzić się a faktem, że córka zmieniła imię i nie zamierza powrócić do domu. Matka Ruth, Miriam, podróżuje do Indii, by przekonać córkę do powrotu do domu. Przekazuje córce nieprawdziwą informację, że jej ojciec miał udar i jest bliski śmierci. Jednak dopiero poważny atak astmy u matki sprawia, że Ruth towarzyszy jej w drodze powrotnej do Australii.
Miriam organizuje spotkanie córki z ojcem, które w rzeczywistości jest "pułapką" zastawioną na Ruth przez rodzinę. Dziewczyna trafia w ręce P.J. Watersa (Harvey Keitel), specjalisty od uwalniania ludzi z sekt. Amerykanin izoluje się z Ruth w domu na odludziu i rozpoczyna "terapię". W miarę jak wysiłki Watersa zaczynają odnosić skutek, budzi się w nim pociąg seksualny do podopiecznej. Między obydwojgiem rodzi się niebezpieczna gra.

## Obsada
- Kate Winslet – Ruth
- Harvey Keitel – PJ Waters
- Pam Grier – Carol
- Julie Hamilton – Miriam
- Tim Robertson – Gilbert
- Sophie Lee – Yvonne
- Daniel Wyllie – Robbie
- Paul Goddard – Tim
- George Mangos – Yani
- Kerry Walker – Puss
- Les Dayman – Bill-Bill
- T'mara Buckmaster – Zoe
- Genevieve Lemon – Rahi
- Samantha Murray – Prue
- Sandy Gutman – Stan